# Michael Dillon
Laurence Michael Dillon,  né Laura Maud Dillon le 1er mai 1915 et mort le 15 mai 1962, est un médecin britannique, écrivain et moine bouddhiste. Il est connu pour être le premier homme trans à recourir à la phalloplastie en Grande-Bretagne. Son frère Sir Robert Dillon est le huitième baron de Lismullen en Irlande.  

## Jeunesse et réassignation
La mère de Dillon meurt de sepsis dix jours après l'accouchement. Dillon est assigné au genre féminin à la naissance et est prénommé Laura. Il est élevé avec son grand frère Bobby par ses deux tantes dans la ville de Folkestone dans le Kent en Angleterre. Il fait ses études à l'université d'Oxford, où il est président de la société nautique féminine et remporte le prix intitulé University Sporting Blue Award pour l'aviron. Après son diplôme, il débute dans un laboratoire de recherches à Bristol.
Dillon préfère de longue date porter des vêtements masculins et ne se sent pas véritablement une femme. En 1939, il sollicite un traitement auprès du docteur George Foss, qui expérimente alors la testostérone pour traiter les saignements menstruels excessifs. Les effets masculinisants de l'hormone sont alors très peu compris. Foss procure à Dillon des pilules de testostérone mais insiste pour qu'il suive au préalable un traitement avec un psychiatre. Il lui parle de son désir d'être un homme, et bientôt l'histoire est connue dans toute la ville. Dillon s'enfuit à Bristol et se fait engager dans un garage. Bientôt la prise d'hormones lui permet de passer pour un homme cisgenre, et le responsable du garage demande à ses employés d'employer le pronom masculin il pour le désigner, afin d'éviter la confusion parmi sa clientèle. Dillon est promu et devient conducteur de dépanneuse. Durant le blitz, Dillon est chargé de la veille anti-incendies.
Dillon souffre d'hypoglycémie et se blesse deux fois à la tête lors de chutes liées à des évanouissements dus à la baisse du taux de sucre dans son sang. Alors qu'il est à l’infirmerie royale pour récupérer à la suite de la seconde de ces attaques, il attire l'attention de l'une des rares personnes pratiquant la chirurgie plastique. Le chirurgien en question pratique une double mastectomie (en 1942), et procure à Dillon un certificat médical l'autorisant à changer son acte de naissance. Il le met également en relation avec le chirurgien pionnier de la chirurgie plastique, Harold Gillies.
Gillies a déjà pratiqué des reconstructions de pénis pour des soldats blessés ainsi que des interventions sur des personnes intersexes dont les organes génitaux ne sont pas clairement définis. Il est d'accord pour pratiquer une phalloplastie mais pas immédiatement, l'afflux constant de soldats blessés pendant la Seconde Guerre mondiale l'occupant déjà à temps plein. Dans l'intervalle, Dillon s'inscrit en médecine au Trinity College de Dublin, sous sa nouvelle identité légale, Laurence Michael Dillon. Un des tuteurs précédents de Dillon intervient pour changer les registres d'Oxford pour indiquer qu'il a obtenu son diplôme au Brasenose College et non au collège féminin St. Anne's, afin que son parcours académique ne prête pas à controverses. Il pratique à nouveau l'aviron et est primé, mais cette fois-ci en concourant dans la catégorie masculine.
Gillies réalise treize interventions chirurgicales sur Dillon entre 1946 et 1949, pour une phalloplastie. Il pose un diagnostic officiel d'hypospadias aiguë pour dissimuler le fait qu'il pratique une chirurgie de réassignation sexuelle. Dillon, toujours étudiant à Trinity College, déclare que le fait qu'il boite à cause d'infections temporaires est dû à des séquelles de blessures de guerre. Il apprécie la danse dans le rare temps libre qu'il a, mais évite les relations trop proches avec des femmes, craignant l'exposition et convaincu que l'on ne doit pas séduire une femme si on ne peut pas lui faire d'enfants[réf. souhaitée]. Il cultive une réputation de misogyne délibérément, afin de prévenir ce type de relations problématiques.

## Selfet Roberta Cowell
En 1946, Dillon publie Self: A Study in Endocrinology and Ethics, un livre sur ce qu'on appelle par la suite la transidentité, bien que le terme ne soit pas encore connu. Il décrit les « invertis » masculins comme étant nés avec « une mentalité et un tempérament de l'autre sexe »[réf. souhaitée], utilisant Stephen Gordon comme exemple dans le roman Le Puits de solitude.[réf. souhaitée] Comme ce type d'inversion est inné — une condition physique similaire à celle de l'intersexuation — elle ne peut pas être changée par la psychanalyse et doit donc être, selon lui, traitée médicalement. « Quand l'esprit ne peut être modifié pour s'adapter au corps », écrit-il, « le corps doit être modifié pour s'adapter, approximativement dans tous les cas à l'esprit »
Self attire l'attention de Roberta Cowell (née Robert Cowell), qui devient la première femme britannique trans à bénéficier d'une réassignation d'homme à femme. Bien que Dillon ne soit pas encore médecin officiellement, il pratique lui-même une orchiectomie sur Cowell, étant donné que la loi britannique rend l'opération illégale. La vaginoplastie de Cowell est pratiquée plus tard par Gillies.

## Coming-out et bouddhisme
Dillon ne révèle pas son histoire dans Self, mais le livre devient connu en 1958 du fait de l'ascendance aristocratique de l'auteur. Le Debrett's Peerage, un guide généalogique, indique son nom en tant qu'héritier de la baronnie de son frère, tandis que le guide concurrent, Burke's Peerage, mentionne qu'il s'agit d'une sœur, Laure Maude. Quand la contradiction est connue, il révèle à la presse être un homme né avec une forme sévère d'hypospadias, et avoir recouru à une série d'opérations pour corriger cette condition. L'éditeur du Debrett's déclare au Time que Dillon est sans équivoque en ligne pour la succession de la baronnie : « J'ai toujours pensé qu'une personne a tous les droits et privilèges du sexe qui a été à un moment donné reconnu. ».
L'attention non recherchée de la presse conduit Dillon à fuir en Inde où il passe du temps avec Sangharakshita à Kalimpong, ainsi qu'avec la communauté bouddhiste à Sarnath. À Sarnath, Dillon décide de se faire ordonner et devient Sramanera Jivaka (du nom du médecin du Bouddha). Comme Sangharakshita refuse d'ordonner complètement Jivaka, et celui-ci étant en outre frustré par la gestion faite par Sangharakshita du Vihara de Triyana Vardhana, Jivaka renoue avec la branche tibétaine du bouddhisme. Il arrive finalement à réaliser son souhait de rejoindre, sur les conseils du 19e Kushok Bakula Rinpoché, le monastère de Rhizong à Ladakh. Il est ordonné moine-novice de l'ordre de Gelugpa, et prend le nom de Lobzang Jivaka. Il passe son temps à étudier le bouddhisme et à écrire. Malgré la barrière linguistique, il se sent chez lui, mais est obligé de partir quand son visa expire. Sa santé décline et il meurt dans un hôpital à Dalhousie, Inde, le 15 mai 1962, à l'âge de 47 ans.
Écrivant sous ses deux noms bouddhistes, Jivaka publie Growing Up into Buddhism, un livre sur les pratiques bouddhistes pour les enfants et les adolescents, ainsi qu'Une étude critique de la Vinaya, qui étudie les règles d'ordination dans le bouddhisme. Les deux livres sont publiés en 1960. Deux autres livres sont publiés à Londres en 1962 : La vie de Milarépa, un yogi célèbre du XIe siècle, et Imji Getsul, un compte rendu de la vie dans un monastère bouddhiste.

## Ouvrages
- Self: À Study in Endocrinology and Ethics (1946), en tant que Michael Dillon
- The Life of Milarepa (1962), en tant que Lobzang Jivaka
- Imji Getsul (1962), en tant que Lobzang Jivaka